# Рыбоконсервная плавучая база

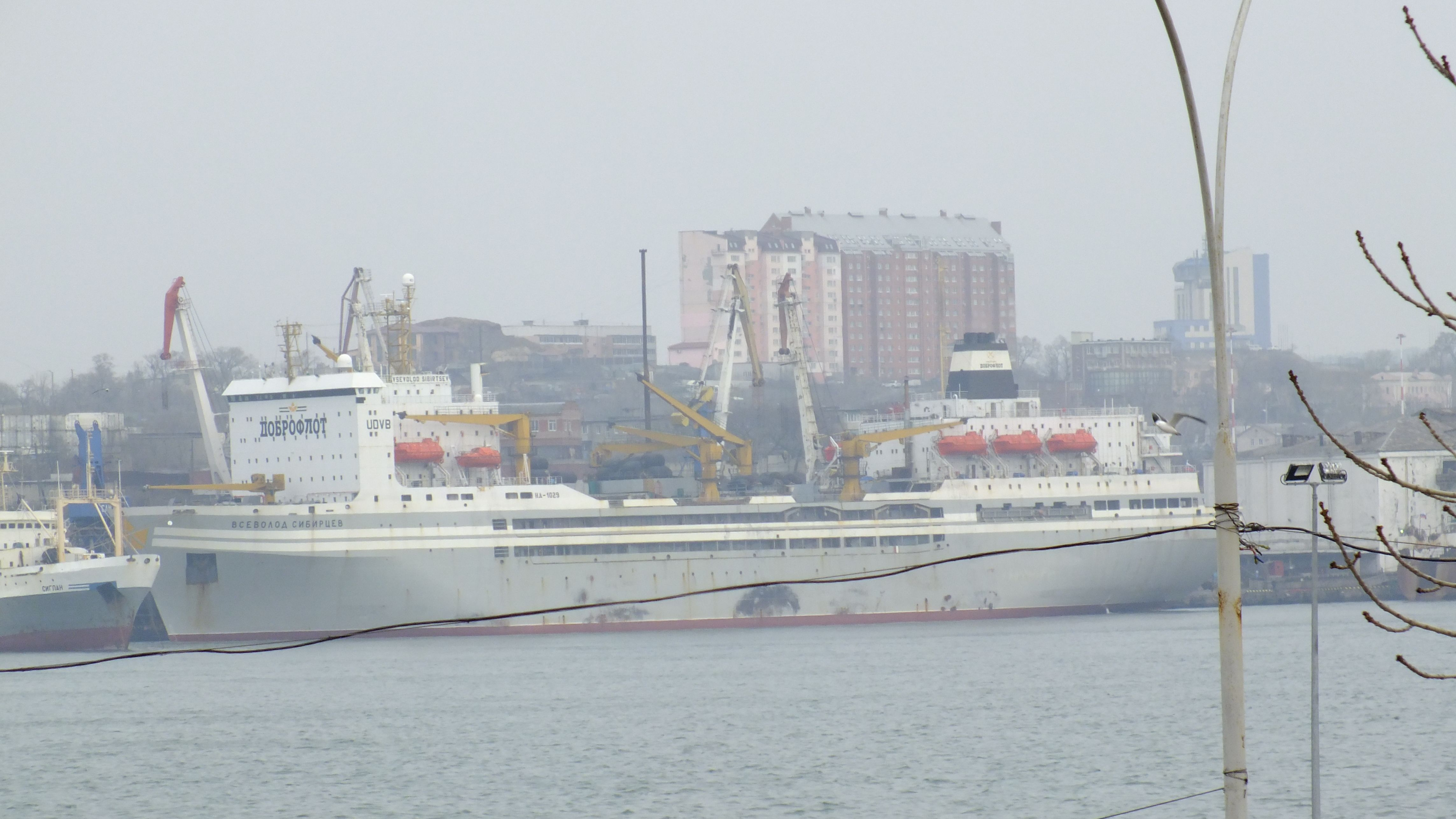
Плавбаза «Всеволод Сибирцев» во Владивостоке

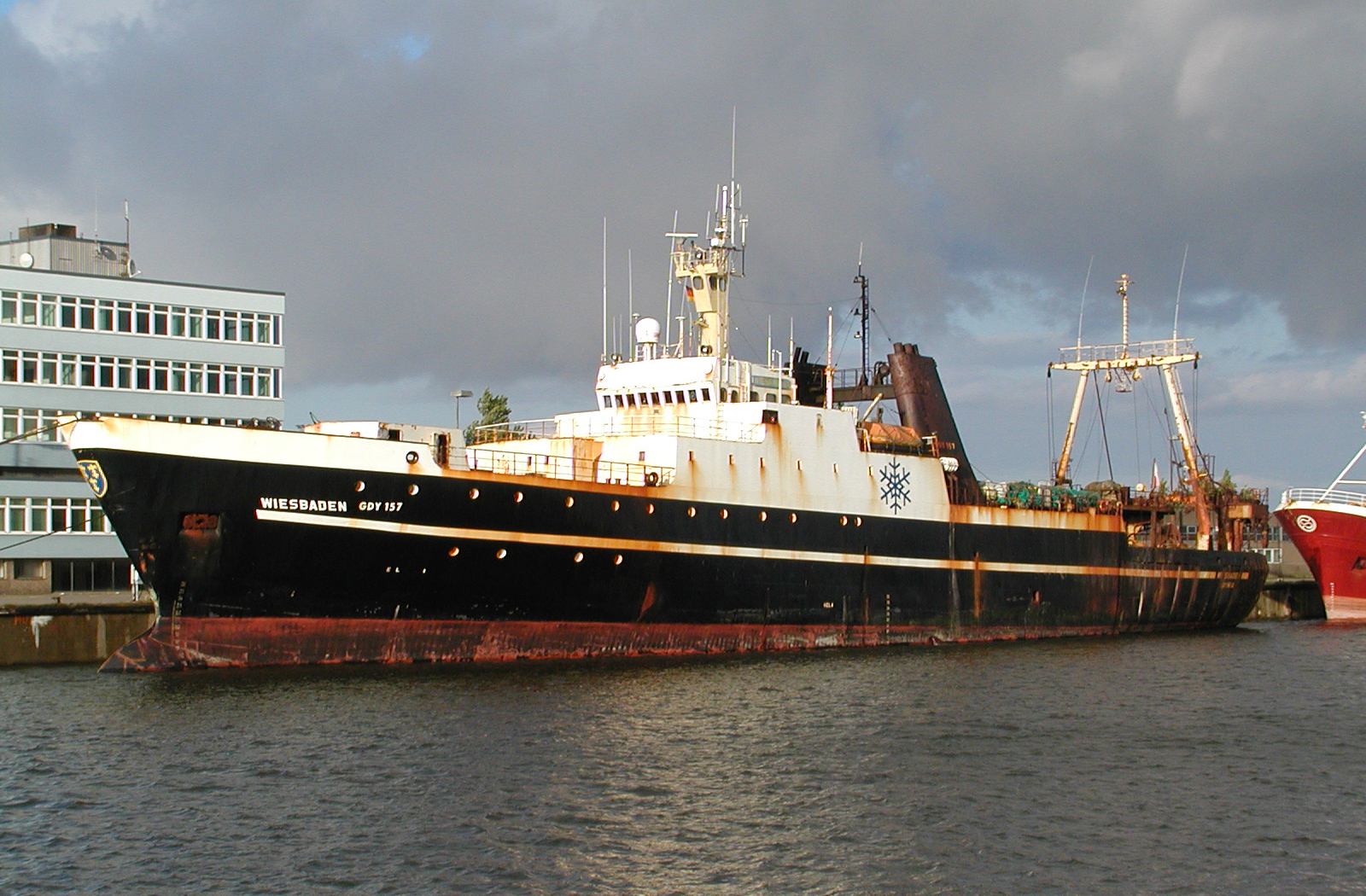
Wiesbaden — польский траулер-завод (1973)

Рыбоконсе́рвная плаву́чая ба́за — экспедиционное рыбопромышленное судно, предназначенное для приёма свежевыловленных объектов промысла (рыбы, крабов, креветок и так далее) от добывающих (промысловых) судов, с целью дальнейшей переработки в консервную продукцию, рыбную муку и жир, а также последующей доставки готовой продукции в порт. Консервная продукция, вырабатываемая в районе промысла на рыбоконсервных плавучих базах, обладает лучшими вкусовыми свойствами и питательными качествами, нежели продукция береговых предприятий, изготовленная из размороженной рыбы. 
Рыбоконсервные плавучие базы иногда называются плавзаводами (плавучими заводами).

## История
Развитие экспедиционного промысла крабов, сайры, сардины, скумбрии и других даров моря в середине XX века послужило поводом к началу строительства рыбоконсервных плавучих баз.

## Описание

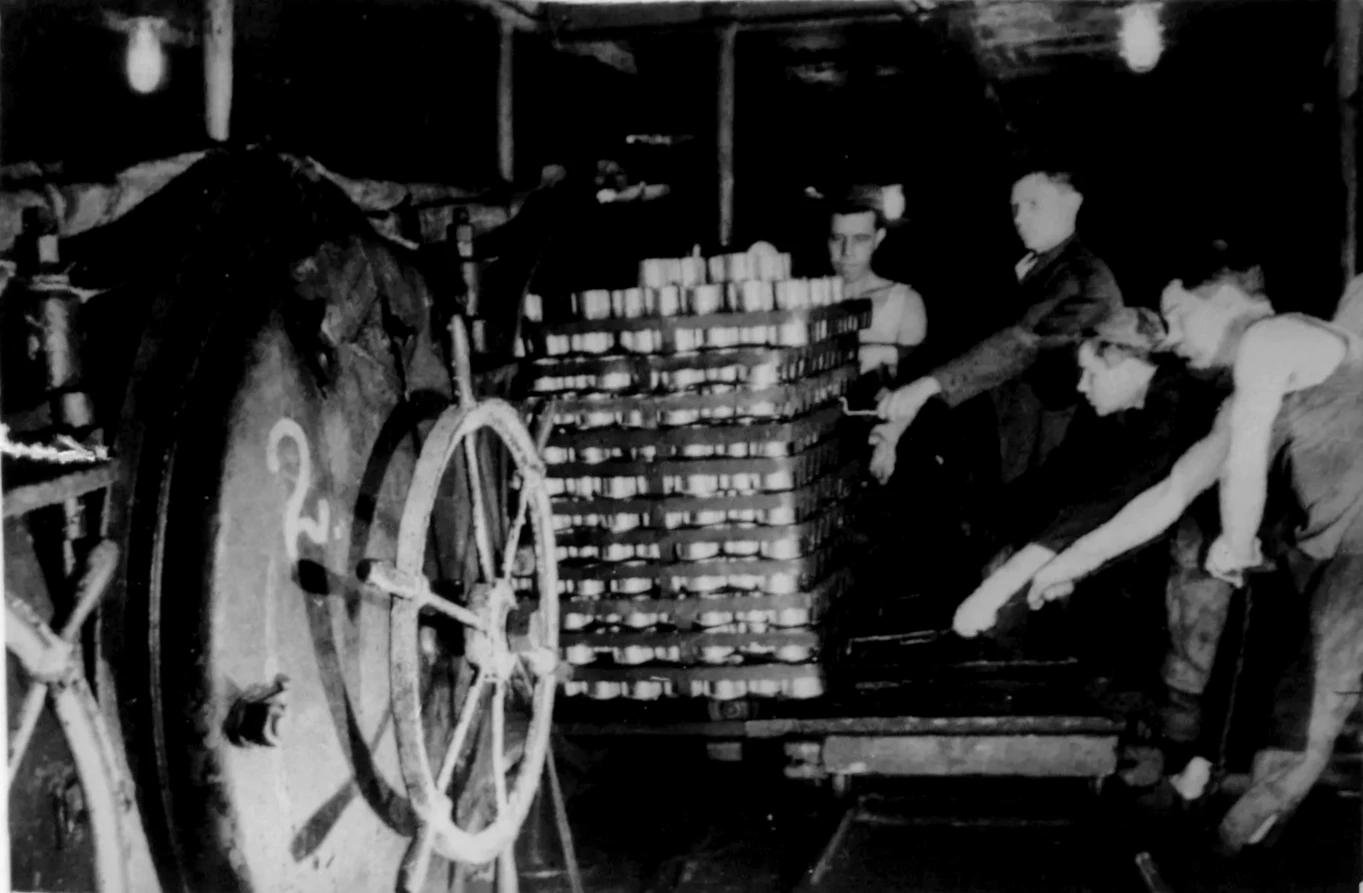
Момент выгрузки готовой продукции на рыбоконсервном плавучем заводе в водах, окружающих остров Сахалин. 1945 г.

В состав технологического оборудования рыбоконсервной плавучей базы входят рыбообрабатывающие машины в составе механизированных линий для разделки рыбы и дальнейшего изготовления консервированной рыбы и икры, а также установки для выпуска рыбной муки и жира из отходов производства. Производственный потенциал крупных рыбоконсервных плавучих баз достигает 450 тысяч банок в сутки. Холодильные (рефрижераторные) установки обеспечивают:
- предварительное охлаждение свежей рыбы,
- хранение консервов при необходимых температурах,
- производство льда для технологических нужд.

Рыбная мука хранится в неохлаждаемых трюмах, а жир — в специальных судовых цистернах.
В составе экспедиционного промысла крупные плавбазы обслуживают 1—2 приёмно-транспортных, рефрижераторных судна и до 10—12 промысловых судов, также флотилию может обслуживать наливное судно (танкер).
В свою очередь, рыбоконсервная база снабжает промысловые суда топливом, пресной водой и другими запасами, а также обеспечивает культурную программу и медицинское обслуживание их экипажей.

## Общие технические характеристики
Большая крабо-рыбоконсервная плавбаза (КРКПБ) проект Р-743Д типа «Восток»:
- Водоизмещение — 26 634 т
- Длина — 179,4 м
- Ширина — 28 м
- Высота борта до верхней палубы — 25,95 м
- Осадка средняя в грузу — 7,9 м
- Регистровая валовая вместимость — 32096 т[уточнить]
- Дедвейт (чистая вместимость) — 78 302 т[уточнить]
- Грузоподъемность — 23 850 т[уточнить]
- Двигатели — 2, мазутных, 8-мипоршневых, по 4 400 л. с. каждый, марка — Wartsila Vasa 8R32
- Энергетическая мощность — около 3 МВт. Максимально 3 дизель-генератора могут выдавать до 6 МВт
- Скорость — до 18 узлов (около 32 км/ч)
- Автономность плавания — 120 суток и более
- Экипаж — свыше 795 чел. (кол-во коечных мест — 630)
- Рефрижераторные трюмы, количество и общий объём — 2 х 5 270 м³
- Объём помещений для хранения консервов — 20 000 м³
- Объём помещений для хранения рыбной муки — 9 500 м³
- Объём цистерн жировых — 3 450 м³
- Неохлаждаемые грузовые помещения — 4 306 м³
- Температура в трюмах — от -8 С до -28 С; +15 С

Производительность технологических линий:
- Мороженая продукция — 750 т в сутки
- Консервы из краба в банке №6 — 250 тыс. банок в сутки
- Рыбные консервы в банке №6 — 2 000 тыс. банок в сутки
- Рыбные пресервы — 300 т
- Рыбная мука и технический жир — 600 т

Плавбаза «Всеволод Сибирцев»:
- Может безотходно переработать — более 600 т рыбы в сутки (обычная норма — до 500 т)
- Производит в сутки — около 400 т мороженой рыбы, до 450 тыс. консервных банок, 15 т рыбной муки и 5 т рыбьего жира

Малая плавбаза проект 13490 типа «Камчатский шельф»:
- Водоизмещение — около 9 000 т
- Длина — 126,3 м
- Ширина — 18,2 м
- Высота борта до верхней палубы — 10,3 м
- Осадка средняя в грузу — 5,7 м
- Регистровая валовая вместимость — около 8 200 т
- Дедвейт (чистая вместимость) — около 2 450 т
- Грузоподъемность — 1 571 т
- Двигатель — 1, мощностью 3 600 л. с., марка - 6VDS 48/42 AL-2U
- Энергетическая мощность — около 3,6 МВт
- Скорость — до 13 узлов (около 24 км/ч)
- Количество коечных мест — 136
- Рефрижераторные трюмы, количество и общий объём — 3 х 2 797 м³
- Объём помещений для хранения рыбной муки — 156 м³
- Объём помещений для хранения консервов — 148 м³
- Объём цистерн жировых — 50,6+16,9 м³
- Температура в трюмах — от -8 С до -28 С

Производительность технологических линий:
- Мороженая продукция неразделанная — 26 т в сутки
- Мороженая продукция разделанная — 40 т в сутки
- Рыбная мука — 30-35 т в сутки
- Соленая сельдь в бочках — 11 т в сутки
- Соленая сельдь-иваси в бочках — 27,5 т в сутки
- Пресервы из сельди в банке №27 — 13 т в сутки
- Пресервы из сельди-иваси в банке №25 — 24,5 т в сутки
- Консервы из печени трески в банке № 22 — 1 800 банок в сутки
- Икра в банке №22 — 3 т в сутки
- Рыбий жир — 1 т в сутки